# Carabus coriaceus
Carabus coriaceus là một loài bọ cánh cứng phân bố rộng khắp ở châu Âu, ở đó nó is primarily được tìm thấy ở deciduous forests và mixed forests.

## Hình ảnh

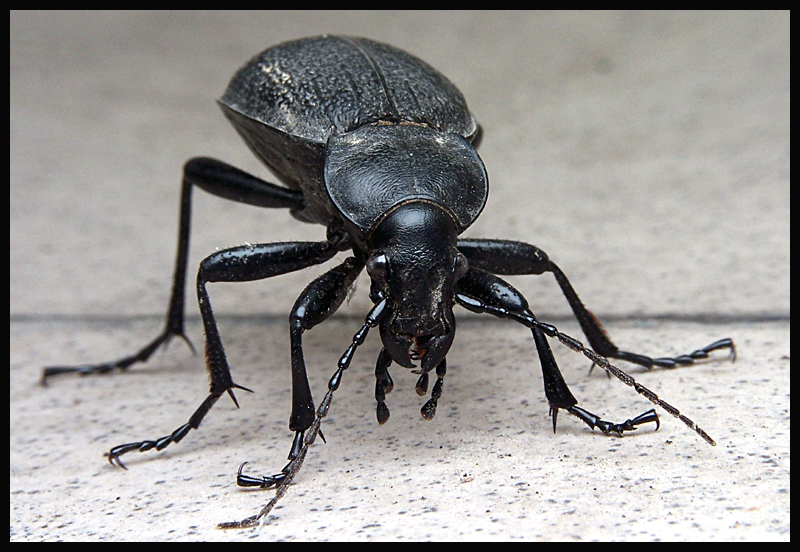
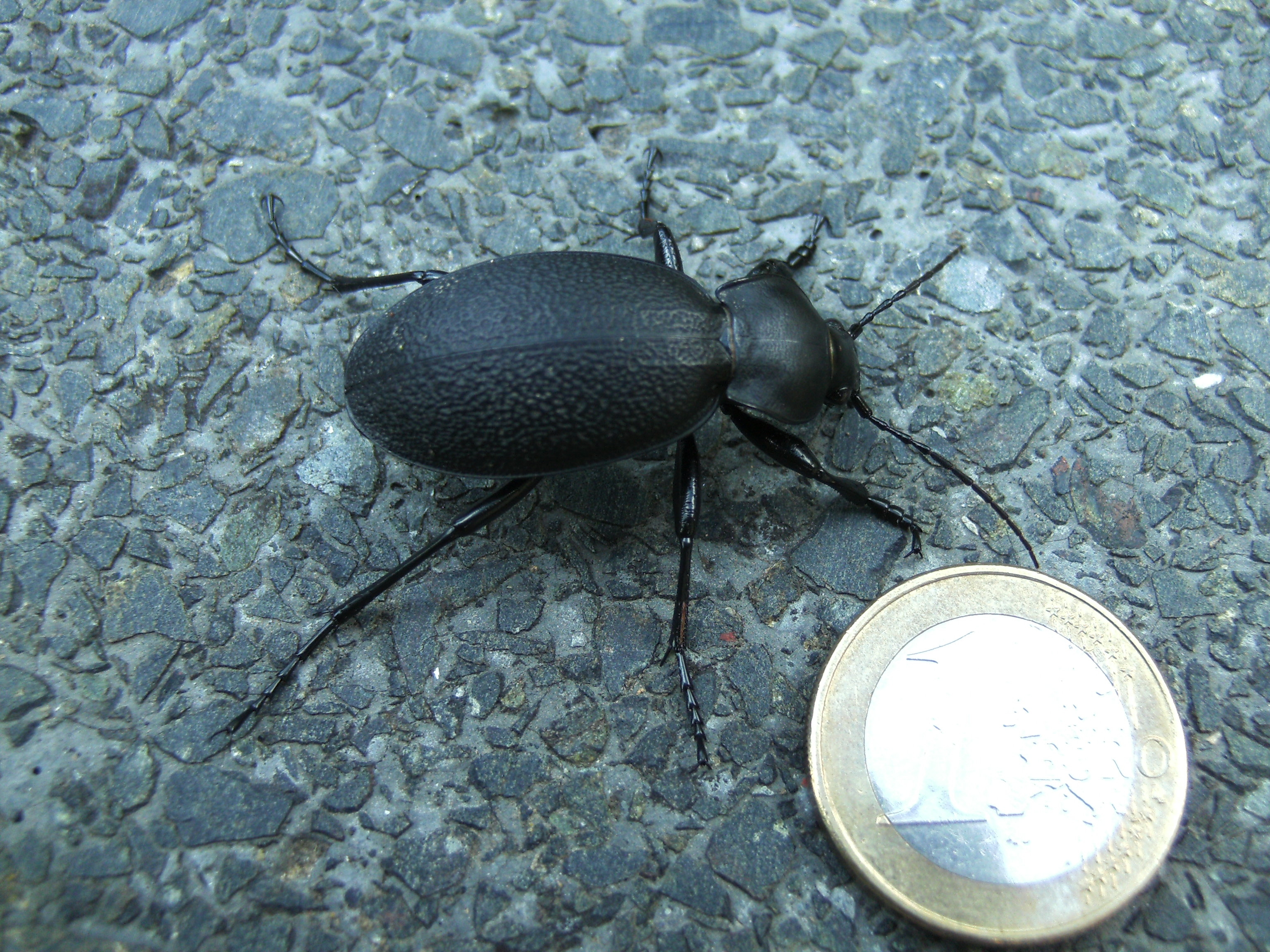
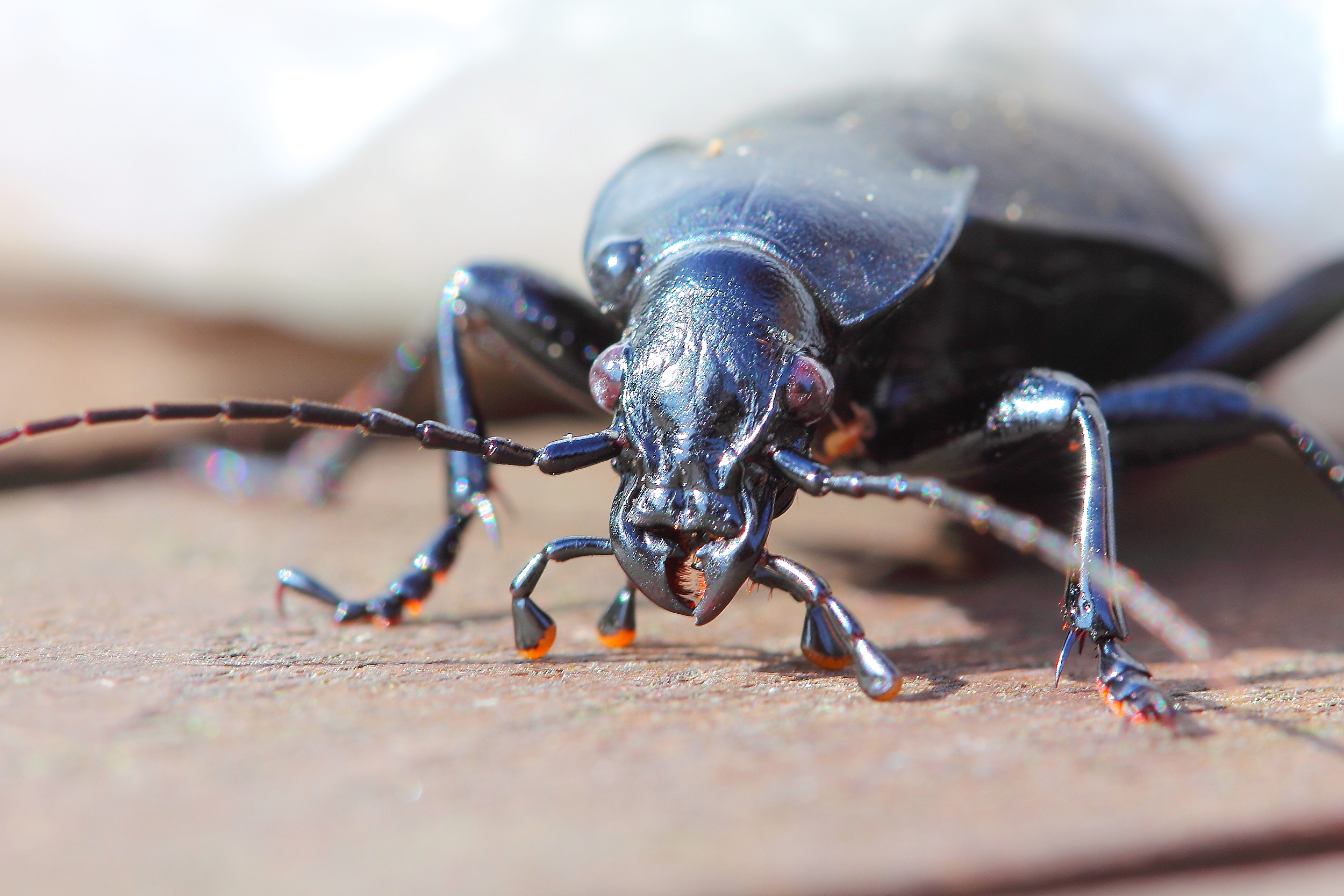
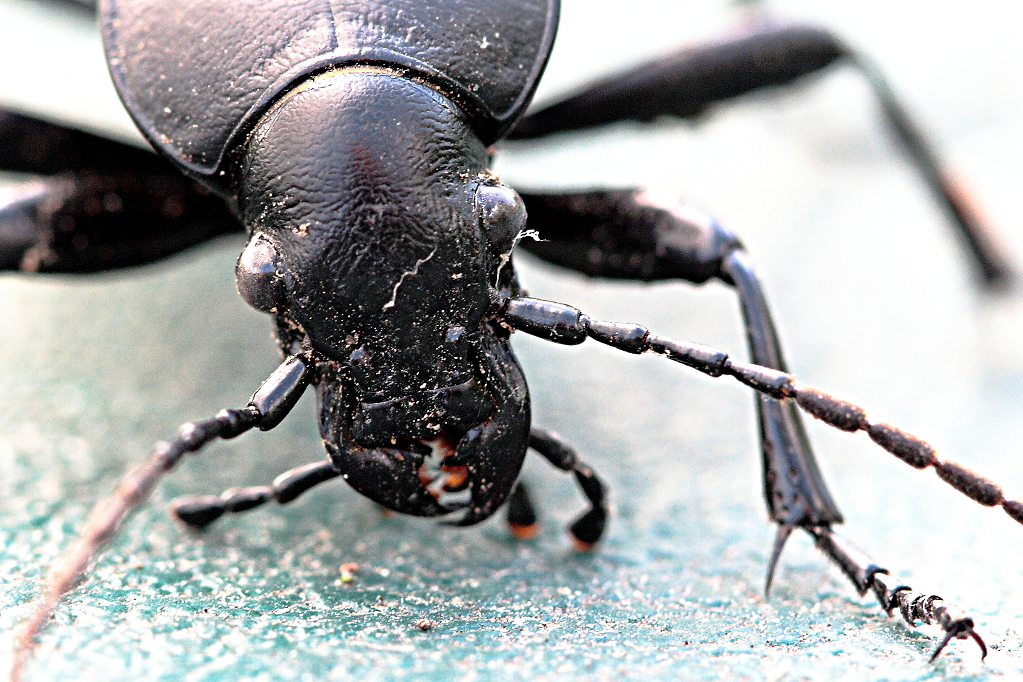